# Ganggraf Bønnesten

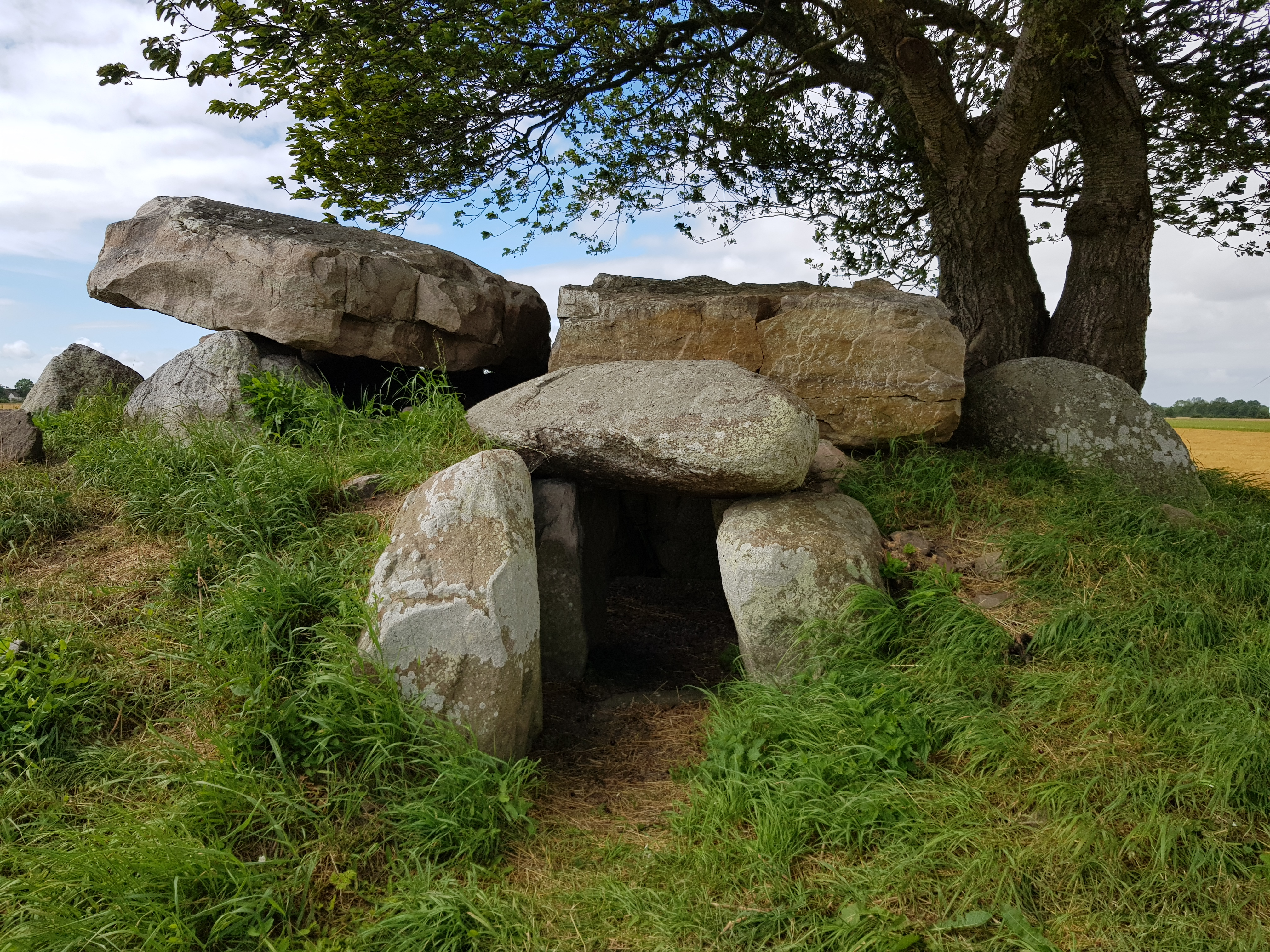
Ganggraf Bønnestenene

Het ganggraf Bønnesten ligt op het Deense eiland Bornholm en is een megalithisch graf uit de trechterbekercultuur. Deze cultuur ontstond in het neolithicum tussen 3500 en 2800 v.Chr. Het is een van de veertien ganggraven (Deens: jættestuer) op het eiland, die grotendeels bewaard zijn gebleven. Het ganggraf bestaat uit een kamer en een bouwkundig gescheiden laterale gang. Deze vorm komt met name voor in Denemarken, Duitsland en Scandinavië, en af en toe ook in Frankrijk en Nederland.

## Beschrijving en historie
Johan Andreas Jørgensen uit Ibsker nabij Svaneke was een zeer actief amateurarcheoloog. Deze leraar uit Bornholm onderzocht en beschreef in de late 19e eeuw talrijke archeologische vindplaatsen. In 1882 onderzocht hij het ganggraf Bønnesten. Het opgraven van het megalithische bouwwerk bracht een schat aan vondsten naar boven. Zes maanden later onderzocht Jørgensen het ganggraf van Stenseby, dat niet ver van Bønnesten ligt. Jørgensen beschreef beide ganggraven in een uitvoerig opgravingsverslag.
Het in een ronde heuvel gelegen trapezoïde ganggraf bestaat uit elf draagstenen (oorspronkelijk twaalf), twee (van drie) bewaarde dekstenen en een paar gangstenen, waaronder een deksteen.
In 1923 kwam Gustav Rosenberg naar Bornholm om beide ganggraven te restaureren. Hij vond tijdens de restauratie een aantal aarden potten. Het was niet ongebruikelijk, dat in of rondom een stenen graf in latere tijden urnen neergelegd werden.